# K'Pop (гурт)
K'Pop (кор. 케이팝) — південнокорейський хлопчачий гурт, який дебютував у 2001 році. Вони розпалися у 2004 році після випуску третього альбому Memories. 28 січня 2018 року відбулося возз'єднання гурту на шоу Two Yoo Project — Sugar Man. Вони з'явилися в епізоді 3 2-го сезону та виконали свою пісню «그림자».

## Учасники
- Джумін (주민) — лідер, репер
- Донхва (동화) — репер
- Йонвон (영원) — вокаліст
- Юбін (유빈) — репер
- Ухьон (우현) — вокаліст

## Дискографія

### Студійні альбоми
| Назва      | Деталі альбому | Пікові позиції у чартах | Продажі                   |
| Назва      | Деталі альбому | KOR                     | Продажі                   |
| ---------- | --- | ----------------------- | ------------------------- |
| K'Pop      | - Реліз: 10 жовтня 2001 - Лейбл: Mirae Entertainment - Формат: CD, касета Трек-лист 1. «그림자» 2. «Game» 3. «0.5» 4. «The Pain» 5. «시나브로» 6. «Comedy» 7. «Smile Again» 8. «연인» 9. «Only You» 10. «도플갱어» 11. «소름» 12. «케세라세라» 13. «Love Hacker»                                                 | 41                      | - Південна Корея: 8,809+  |
| CU @ K-POP | - Реліз: 7 жовтня 2002 - Лейбл: Mirae Entertainment - Формат: CD, касета Трек-лист 1. «Y» 2. «젊음» 3. «신기루» 4. «Joy» 5. «매력» 6. «The Color Of Love» 7. «정열» 8. «로망스» 9. «4U» 10. «낙원» 11. «뛰어» 12. «추상» 13. «정열»                                                                              | 17                      | - Південна Корея: 31,970+ |
| Memories   | - Реліз: 22 вересня 2004 - Лейбл: RCA - Формат: CD, касета Трек-лист 1. «Flying (intro)» 2. «영화처럼» 3. «추억의 향기» 4. «Lover Boys» 5. «So Long» 6. «단 한번만» 7. «그 날» 8. «July» 9. «Do U Know» 10. «수요일에는 빨간 장미를» 11. «Misty» 12. «집착» 13. «Life» 14. «Dear My Love» 15. «Epilogue (outro)» | 25                      | - Південна Корея: 6,895+  |